# 一本松温泉
一本松温泉（いっぽんまつおんせん）は、秋田県仙北市の乳頭温泉郷にある温泉、野湯である。たつこの湯とも呼ばれている。

## 野湯
一本松温泉にはかつて温泉宿があったが、現在は脱衣所もない完全な野湯になっている。湯船は浅く、2、3人程度が入れる。そのままでは熱すぎるのだが、ホースで沢の水をひき温度を調節して入浴できるようにしている。湯色は透明だが、清掃をしたり人が入ったりすると、底につもっている湯泥が浮き上がり、乳白色に変わる。
乳頭山登山道の休憩地点にあり、登山シーズンは登山客の往来が多い。

## アクセス
黒湯温泉から徒歩約1km（標高差約100m）。乳頭山（烏帽子岳）への登山道の途中にあり、一本松川の支流の川を渡河したすぐ上に温泉がわき出ている。付近は硫黄の匂いが漂っており、山中の泉源を幾つか確認することができる。下の登山道脇にも温泉が湧出する場所があり、そこで入浴する人もいる。